# CRLF1
Il CRLF1 (Cytokine receptor-like factor1) è un componente del DNA umano le cui mutazioni sono la causa della sindrome di Crisponi, malattia genetica rarissima a carattere autosomico recessivo.
La sindrome comporta una contrazione muscolare diffusa ma più marcata sui muscoli facciali con impossibilità a deglutire, camptodattilia e contrazioni delle dita delle mani, ipertemia che nella maggior parte dei casi causa la morte dei soggetti nei primi mesi di vita, scoliosi marcate, sudorazione e forte intolleranza alle alte temperature.
La quasi totalità dei casi è stata riscontrata in Sardegna.